# Трематодозы
Трематодозы (trematodoses) — болезни человека и животных, вызываемые трематодами.
Все трематодозы — биогельминтозы (см. Гельминтозы). Первым хозяином паразита всегда является моллюск.
У человека возбудители паразитируют в печени, поджелудочной железе, кишечнике, лёгких, в крови, обусловливая многообразные расстройства. 
Заражение происходит обычно при проглатывании личинок с водой и продуктами питания; при описторхозе и метагонимозе — через рыбу, при парагонимозе — через крабов и пресноводных раков, при фасциолёзе — через воду и растения; при шистосоматозах личинки паразитов проникают через кожу во время купания. 
Описторхоз встречается чаще в Западной Сибири, парагонимоз и метагонимоз— на Дальнем Востоке, шистосомоз — в тропических странах. Лечение зависит от вида трематодоза. 
Ориентировочно трематодозами печени поражены около 17 млн. человек. Особый аспект составляют паразитарно–онкологические ассоциации трематодозов печени с канцерогенезом. Например, в России наибольшая частота холангиокарциномы отмечается в интенсивных очагах описторхоза в Обь–Иртышском регионе. Развитие холангиокарциномы при трематодозах печени – многофакторный процесс, в котором паразиты играют роль стимуляторов злокачественного роста.
При трематодозах печени (описторхоз, клонорхоз, фасциолез) развиваются хронический холецистохолангит, гепатит, панкреатит, возможны поражения различных отделов желудочно-кишечного тракта, наблюдаются также неврологические нарушения. Характерным признаком мочеполового шистосомоза является «терминальная гематурия» (появление крови в конце мочеиспускания) и дизурические расстройства.
Шистосомы также могут создавать условия для возникновения рака.
Профилактика: охрана внешней среды от загрязнения нечистотами, соблюдение правил личной гигиены, воздержание от употребления в недоваренном виде рыбы, раков и крабов.
Прогноз зависит от возбудителя и органа-мишени. Значительная доля осложнений обусловлена нетипичной локализацией гельминтов, что связано со сложной миграцией и неприспособленностью к существованию в организме человека многих из них.

## Список трематодозов человека
У людей описаны около 40 видов трематод. В число трематодозов человека входят:
- Апофаллоз
- Артифехиностомоз
- Гастродискоидоз
- Гетерофиоз
- Дикроцелиоз
- Клонорхоз
- Метагонимоз
- Меторхоз
- Нанофиетоз
- Описторхоз
- Парагонимоз
- Плагиорхоз
- Псевдамфистомоз
- Уотсониоз
- Фасциолёз
- Фасциолопсидоз
- Химастлоз
- Церкариоз
- Шистосомоз
- Эвритремоз
- Эхинопарифиоз
- Эупарифиоз
- Эхиностомоз
- Эхинохазмоз